# 女の子宣言! アゲぽよTV
『女の子宣言! アゲぽよTV』（おんなのこせんげん アゲぽよティーヴィー）は毎日放送で2011年4月13日から2015年12月23日まで放送されていたバラエティ番組。放送時間は毎週水曜日の25:59 - 26:29（JST）。
当記事では『女の子宣言! ヒルぽよTV』（おんなのこせんげん ヒルぽよティーヴィー）についても触れる。

## 概要

### 女の子宣言! アゲぽよTV
アゲぽよガールズがトレンドを追求したり、様々なテーマでトークを繰り広げる番組。番組は飼い主の女性が眠っている間に、2匹の犬が視聴者と同じように番組を観ながら、ツッコミを入れていく形で進行していく。そのため、VTRで食べたものの味の感想がカットされていたり、トークの途中でコーナーが強制的に終了するなど、番組構成はかなり大雑把な作りとなっており、既存のテレビ番組をもじった企画や演出が多いのも特徴。またインフォマーシャルを随時挿入する番組構成となっている。2014年4月9日放送分で放送150回を迎えた。
2015年12月23日をもって、4年8ヶ月の放送を終了した。

### 女の子宣言! ヒルぽよTV
2012年10月12日から、姉妹ミニ番組として『女の子宣言! ヒルぽよTV』が毎週金曜日の10:50 - 10:53に放送された。こちらは、アゲぽよガールズの1名が女性に街頭インタビューを行う「ぶっちゃけアンケート 聞かせて白書」をメインに、『アゲぽよTV』同様、インフォマーシャルを挿入する番組構成となっている。2014年6月27日で放送終了。

## 出演者
- ノブ[1]（千鳥、『アゲぽよTV』ミニチュア・ピンシャーの声）
- 海原ともこ（海原やすよ・ともこ、『アゲぽよTV』トイ・プードルの声）
  - 海原やすよ（海原やすよ・ともこ、『アゲぽよTV』トイ・プードルの声：2011年11月9日・16日、2012年2月1日・8日、3月28日、4月4日、2013年11月20日・27日、12月4日・11日・18日、2014年1月8日・15日・22日・29日）
  - 西代洋（ミサイルマン、『アゲぽよTV』ミニチュア・ダックスフントの声：2012年5月9日・16日）
  - ヤナギブソン（ザ・プラン9、『アゲぽよTV』マルチーズの声：2012年8月15日・22日）
  - 奥田修二（学天即、『アゲぽよTV』マルチーズの声：2014年2月5日）
- 北谷ゆり（犬の飼い主、『アゲぽよTV』オープニング）
- 奥田修二（学天即、『ヒルぽよTV』ポメラニアンの声：2012年10月12日 - 2014年6月27日）

### アゲぽよガールズ
当初は第1期メンバー12名が交替で出演。2011年7月より第2期メンバー4名が加入。さらに2011年10月にオーディションを行い、参加人数50名の中から第3期メンバー4名が選ばれた。アゲぽよガールズの増員に伴い、第2期メンバー加入後の2011年8月17日からと、第3期メンバー加入後の2012年12月21日からタイトル映像が変更され、2012年1月25日から全員の写真が新しくなった。
2012年10月3日放送で、3期生の堀セリナがモデルを目指すためアゲぽよガールズを卒業。メンバーの卒業はこれが初となる。
その後、大阪と東京でオーディションを行い、2012年12月5日放送で初登場した郷司里衣を含む10名が4期生メンバーとして加入した（大阪6名、東京4名）。しかしメンバーが増えすぎたためアゲぽよガールズを一旦解散し、1期生から3期生の中から強制的に5名を卒業させることとなった。視聴者投票も反映させた上で、2013年1月9日の放送から5週にわたって卒業メンバーを1名ずつ発表し、仲田恵美（中多愛）・橘知衣代・徳山望・濱崎成華・休井美郷が卒業。なおメンバーにも誰が卒業するのかは事前に知らされず、視聴者と同様にオンエアで初めて知ることとなった。また卒業であっても、堀のケースとは異なって事実上の解雇となるためか、公式サイト掲載の写真は黒塗りにされた上、アゲぽよナンバー一覧表からも5名のアゲぽよナンバーは削除されている。さらに卒業発表後の本編では、イニシャルなどで実名が出されなかったり、オープニングのタイトル映像で「卒業」の文字を卒業メンバーの写真の目のところに被せるなどの措置（堀の写真には顔が見えるように「卒業」の文字が配置されている）がなされた。
2013年3月13日からは「帰ってきた!卒業のコーナー」として、前回と同じ方法で1期生から4期生の中から強制的に卒業させることとなり、浅本美加・三好利奈・杉さおりが卒業。しかし2013年6月26日放送で三好利奈が大人の事情で東京アゲぽよガールズに復帰。番組終了までの間に、卒業したメンバーで復帰を果たしたのは、三好のみとなった。
2013年12月18日の放送で、立花理香が声優を目指して事務所を移籍し、活動拠点を東京に移すため2014年1月末で卒業することが発表された。しかし末永プロデューサーから卒業祝いで渡された「卒業DESU NOTE」に立花が記入したメンバーも一緒に卒業しなければならなくなったが、最終的に「卒業DESU NOTE」に綴られていたのは、立花のメンバーへの感謝の気持ちと立花自身の名前だったため、他のメンバーの卒業はなくなった。その後、関西在住の16歳から100歳の女性を対象とした5期生オーディションが行われ、一般からの6名を含む120名の応募者から1次審査で徳山望を含む11名に絞られ、番組に関する筆記テストとぽ鳥のクセありさっちゃんの実技審査の結果、徳山以外の10名が合格した。
2014年6月18日の放送で、結婚を発表した保田有理香と所属事務所の退所を発表した彩ほのかがアゲぽよガールズを卒業。同時にアゲぽよ小町も解散となった。なお、結婚によるアゲぽよガールズ卒業は保田が初となる。2014年6月25日放送では寺西永里が緊急記者会見を行い、体力の限界を理由にアゲぽよガールズを卒業することを発表。2014年7月9日の放送では、小塚麻央が結婚と芸能界引退を末永プロデューサーに宛てた手紙で発表し、アゲぽよガールズを卒業した。2014年9月24日の放送では、郷司里衣が「絶叫ハイがおまらない! ユニバーサル・サプライズ・ハロウィーン」のロケ終盤で突如アゲぽよガールズ卒業を発表した。2014年10月8日の放送では、「MBSミュージックウィーク開催記念 アゲぽよ音楽祭」のエンディングで、三好利奈が東京での活動に専念するためにアゲぽよガールズを卒業することを発表した。2014年11月5日の放送では、納富有沙とチェルシーが映画『ヘラクレス』のジャパンプレミアで「アゲぽよ! レッドカーペットインタビュー対決」を行い、レッドカーペットでブレット・ラトナー監督と主演のドウェイン・ジョンソンへのインタビューを成功させた納富が勝利したため、負けたチェルシーが罰ゲームとしてアゲぽよガールズ卒業となった。
その後、6期生オーディションが行われ、50名の応募者から9名（大阪8名、東京1名）が合格。2014年11月19日の放送で、初出演した6期生全員に「大縄跳び50回を成功させないと6期生の中から一人がクビになる」という課題が与えられたが、見事クリアし、クビは回避された。また同日放送のエンディングで、学業専念を理由に福田智代のアゲぽよガールズ卒業が発表された。2014年11月26日放送で、現役女子高生の松岡雪乃・杉本舞・森口幸音による「花の女子高生トリオ」が結成された。2015年3月4日放送の「アゲ報 The Wednesday アノぽよは今?スペシャル」で、卒業メンバーのうち、仲田恵美・保田有理香・彩ほのか・橘知衣代・立花理香が出演し、近況を伝えた。2015年4月1日放送の「宮田一彩の事件簿」で、結婚を発表した松本知可子とやりたいことが見つかった宮崎彩がアゲぽよガールズを卒業することを発表した。
2015年5月20日に当日の模様が放送された「アゲぽよTV presents アゲフェス♪春の音楽祭♪」で、うつだあずみが総監督として、5・6期生が披露する「君が好きだから」のダンス指導を行い、森口（ポヨ1=センターポジション）・帝芳仁（ポヨ2）・松岡（ポヨ3）を新ポヨ3に選出。イベント終了後に東京に活動拠点を移すことを理由にアゲぽよガールズを卒業することが発表された。また同日放送のエンディングで、松本未夢と神崎実優のアゲぽよガールズ卒業も発表された。2015年7月8日放送の「アゲぽよリアル鬼ごっこ」の冒頭、東京であまり仕事がないのを理由にエリザベータがアゲぽよガールズ卒業したことがスタッフから発表された。2015年9月16日放送で、未稀りあるが東京で女優の仕事に専念するためにアゲぽよガールズ卒業したいと澤井に相談するが、強く慰留される。その後、未稀は同年代の小川麗音にも相談するが、いつの間にか相談相手だったはずの小川にも一緒に卒業しないかと持ちかけ、二人同時にアゲぽよガールズを卒業することとなった。小川は卒業を機に芸能界を引退し、家業を引き継ぐことになっている。2015年12月16日放送の「アゲ報 The Wednesday アノぽよは今?スペシャル」で、卒業メンバーのうち、休井美郷と立花理香が出演し、立花にはスタッフから番組に関する重大発表が伝えられた。この他に、寺西永里・徳山望の近況も紹介された。
2015年12月23日放送で、末永プロデューサーからの重大発表により「第1回アゲぽよジャンケン大会」が実施され、当日の収録に参加した19名のアゲぽよガールズで最後まで勝ち残った谷川千晶と末永プロデューサーとの対決で谷川が勝利したため、プロデューサーが卒業すると番組が作れないとの理由により、番組終了が決定した。その後行われた卒業式では、番組開始当初から出演した1期生5名と卒業した立花に、末永プロデューサーから各賞が贈られた。
MBS本社で行われるイベントではキャンペーンガールとして、会場内でサンプリングやステージイベントの進行・出演などを行っていた。

#### アゲぽよNo.について
アゲぽよNo.が割り振られていたのは当初アゲぽよガールズだけだったが、ゲストにも割り振られるようになった（後述）。またアゲぽよNo.101 - 120は、Twitter企画「撮った写メはどこでしょう?」で出されたお題をクリアしたフォロワーの中から抽選で各1名ずつに与えられた。
番組終了時のメンバー
| アゲぽよ No. | 名前       | 加入 時期         | 出演期間                        | 備考                                                                              | ピグぽよ 総選挙 順位 | CD ポヨ3 選抜 | アゲぽよ 小町              | スター | ぽよ フェス |
| ------------ | ---------- | ----------------- | ------------------------------- | --------------------------------------------------------------------------------- | -------------------- | ------------- | -------------------------- | ------ | ----------- |
| 2            | 彼方茜香   | 1期               | 2011年4月27日 - 2015年12月23日  |                                                                                   | 2位                  | 選抜          |                            | ☆      |             |
| 5            | 澤井里依   | 1期               | 2011年4月13日 - 2015年12月23日  | リーダー、2012年4月から7月まで謹慎                                                | 11位                 |               |                            |        |             |
| 8            | 蒼井さや   | 1期               | 2011年4月13日 - 2015年12月23日  | ミス・ロイクラトンコンテスト本選出場                                              | 5位                  |               |                            |        |             |
| 9            | 阪口なつ   | 1期               | 2011年4月20日 - 2015年12月23日  | アゲぽよガールズ最年長                                                            | 15位                 | 選抜          | ベース&リーダー            |        |             |
| 12           | 中村葵     | 1期               | 2011年4月20日 - 2015年12月23日  | 日テレジェニック2011第2位                                                         | 9位                  | ポヨ3         |                            |        |             |
| 18           | 藤村椿     | 3期               | 2011年11月30日 - 2015年12月9日  | 準日テレジェニック2012 ミスアクション2013ファイナリスト 日テレジェニック2014第4位 | -                    | ポヨ2         |                            | ☆      |             |
| 28           | 川本サリー | 4期 （大阪）      | 2013年1月9日 - 2015年11月18日   | ミスアクション2014ファイナリスト                                                  | -                    | -             |                            |        |             |
| 29           | 山崎佑奈   | 4期 （大阪）      | 2013年1月9日 - 2015年10月21日   | 元choice?、元ファンタピース                                                       | -                    | -             |                            | ☆      |             |
| 30           | 納富有沙   | 4期 （大阪→東京） | 2013年1月9日 - 2015年12月23日   |                                                                                   | -                    | -             | ボーカル&ギター ↓ ボーカル | ☆      |             |
| 37           | SAKI       | 4期 （東京）      | 2013年1月23日 - 2015年12月23日  | Cyntia                                                                            | -                    | -             |                            |        |             |
| 38           | 松岡雪乃   | 5期               | 2014年4月9日 - 2015年8月26日    |                                                                                   | -                    | -             | -                          |        | ポヨ3       |
| 52           | 谷川千晶   | 5期               | 2014年4月2日 - 2015年12月23日   |                                                                                   | -                    | -             | -                          | ☆      |             |
| 53           | 佐藤夢     | 5期               | 2014年4月2日 - 2015年12月23日   |                                                                                   | -                    | -             | -                          |        |             |
| 55           | 帝芳仁     | 5期               | 2014年4月9日 - 2015年6月24日    | 元SO.ON project                                                                   | -                    | -             | -                          |        | ポヨ2       |
| 56           | 國嶋絢香   | 5期               | 2014年4月23日 - 2015年12月23日  |                                                                                   | -                    | -             | -                          | ☆      |             |
| 58           | おぎのかな | 5期               | 2014年4月2日 - 2015年12月23日   | 元HOP CLUB                                                                        | -                    | -             | -                          |        |             |
| 59           | 天野麻菜   | 6期 （東京）      | 2014年11月19日 - 2015年12月23日 |                                                                                   | -                    | -             | -                          |        |             |
| 60           | 小日向萌   | 6期 （大阪）      | 2014年11月19日 - 2015年12月23日 | hona                                                                              | -                    | -             | -                          |        |             |
| 61           | 秋葉のぞみ | 6期 （大阪）      | 2014年11月19日 - 2015年12月23日 |                                                                                   | -                    | -             | -                          |        |             |
| 63           | 杉本舞     | 6期 （大阪）      | 2014年11月19日 - 2015年12月23日 |                                                                                   | -                    | -             | -                          |        |             |
| 64           | 森口幸音   | 6期 （大阪）      | 2014年11月19日 - 2015年12月23日 | アゲぽよガールズ最年少                                                            | -                    | -             | -                          |        | ポヨ1       |
| 65           | SERI       | 6期 （大阪）      | 2014年11月19日 - 2015年12月23日 | Giselle4                                                                          | -                    | -             | -                          |        |             |
| 66           | 繁田梨世   | 6期 （大阪）      | 2014年11月19日 - 2015年12月23日 |                                                                                   | -                    | -             | -                          |        |             |
| 67           | 竹村美緒   | 6期 （大阪）      | 2014年11月19日 - 2015年12月23日 |                                                                                   | -                    | -             | -                          |        |             |

過去のメンバー
| アゲぽよ No. | 名前         | 加入 時期         | 出演期間                                                  | 備考                                                                         | ピグぽよ 総選挙 順位 | CD ポヨ3 選抜 | アゲぽよ 小町       | スター |
| ------------ | ------------ | ----------------- | --------------------------------------------------------- | ---------------------------------------------------------------------------- | -------------------- | ------------- | ------------------- | ------ |
| 19           | 堀セリナ     | 3期               | 2011年12月21日 - 2012年10月3日                            |                                                                              | -                    |               | -                   | -      |
| 6            | 仲田恵美     | 1期               | 2011年4月20日 - 2012年12月12日                            | 旧芸名：中多愛（2012年2月改名）                                              | 8位                  |               | -                   | -      |
| 13           | 濱崎成華     | 1期               | 2011年5月4日 - 2012年12月12日                             |                                                                              | 14位                 |               | -                   | -      |
| 17           | 橘知衣代     | 2期 （大阪）      | 2011年8月17日 - 2012年12月12日                            |                                                                              | 6位                  |               | -                   | -      |
| 31           | 徳山望       | 2期 （大阪）      | 2011年8月10日 - 2013年1月23日                             |                                                                              | 12位                 |               | -                   | -      |
| 91           | 休井美郷     | 3期               | 2012年1月11日 - 2013年1月16日                             | 元P.IDL                                                                      | -                    | 選抜          | -                   | -      |
| 14           | 浅本美加     | 1期               | 2011年5月4日 - 2013年3月13日                              | peach girl（YUKA名義） 元キンチャク、元YGA、元つぼみ                         | 7位                  | 選抜          | -                   | -      |
| 27           | 杉さおり     | 4期 （大阪）      | 2013年1月9日 - 2013年3月20日                              | 元エミレーツ航空キャビンアテンダント                                         | -                    | -             | -                   | -      |
| 11           | 立花理香     | 1期               | 2011年4月13日 - 2014年1月29日                             | ミス・アリスコンテスト 審査員特別賞・ORICON STYLE賞                          | 10位                 | ポヨ1         | ギター （途中脱退） | -      |
| 7            | 保田有理香   | 1期               | 2011年4月27日 - 2014年6月18日                             |                                                                              | 1位                  | 選抜          | ギター （途中加入） |        |
| 20           | 彩ほのか     | 3期               | 2012年1月18日 - 2014年6月18日                             | TSUTAYAプリンセス2014ファイナリスト                                          | -                    |               | ドラムス            |        |
| 10           | 寺西永里     | 1期               | 2011年4月20日 - 2014年6月25日                             |                                                                              | 16位                 |               |                     |        |
| 15           | 小塚麻央     | 2期 （大阪）      | 2011年7月20日 - 2014年7月9日                              | 元『BLENDA』レギュラーモデル                                                 | 3位                  | 選抜          |                     |        |
| 54           | 郷司里衣     | 4期 （大阪）      | 2012年12月5日 - 2014年9月24日                             | 元リリシック学園                                                             | -                    | -             | キーボード          |        |
| 16           | 三好利奈     | 2期 （大阪→東京） | 2011年8月2日 - 2013年2月6日 2013年6月27日 - 2014年10月8日 | 「帰ってきた!卒業のコーナー」で一旦卒業 復帰後は東京アゲぽよガールズメンバー | 14位                 |               |                     |        |
| 34           | チェルシー   | 4期 （東京）      | 2013年1月23日 - 2014年11月5日                             |                                                                              | -                    | -             |                     |        |
| 51           | 福田智代     | 5期               | 2014年4月2日 - 2014年11月19日                             |                                                                              | -                    | -             | -                   |        |
| 32           | 宮崎彩       | 4期 （大阪）      | 2013年1月9日 - 2015年4月1日                               | TSUTAYAプリンセス2013ファイナリスト                                          | -                    | -             |                     |        |
| 57           | 松本知可子   | 5期               | 2014年4月23日 - 2015年4月1日                              |                                                                              | -                    | -             | -                   | ☆☆     |
| 3            | うつだあずみ | 1期               | 2011年4月13日 - 2015年5月20日                             | Pixy Lady、元Pixy Chicks                                                     | 4位                  | 選抜          |                     |        |
| 35           | 松本未夢     | 4期 （東京）      | 2013年1月23日 - 2015年5月20日                             |                                                                              | -                    | -             |                     |        |
| 39           | 神崎実優     | 5期               | 2014年4月16日 - 2015年5月20日                             | 元SO.ON project                                                              | -                    | -             | -                   | ☆      |
| 36           | エリザベータ | 4期 （東京）      | 2013年1月23日 - 2015年7月8日                              | 元てんとうむし                                                               | -                    | -             |                     |        |
| 62           | 未稀りある   | 6期 （大阪）      | 2014年11月19日 - 2015年9月16日                            |                                                                              | -                    | -             | -                   |        |
| 50           | 小川麗音     | 5期               | 2014年4月23日 - 2015年9月16日                             | ミスアクション2015ファイナリスト                                             | -                    | -             | -                   | ☆      |

### その他
- 鈴木健太（MBSアナウンサー、2011年9月7・14日、12月7・14日放送） - 「アゲぽよ感謝祭」「アゲぽよガールズCDデビューイベント」のMCも務めた。
- 末永久人（番組プロデューサー） - 「ミス・ロイクラトンへの道」以降、企画の審査員などでたびたび出演。企画内でのポジションや風貌から「秋元康ぶっている」とノブによくツッコまれている。
- 上泉雄一（MBSアナウンサー、2014年5月21日、7月9日放送） - 「リポート向上企画〜グルメロケ編〜」→「リポート向上企画 熱血!上泉塾」でアゲぽよガールズを指導する教官を務めている。

### ゲスト
- 葉加瀬太郎（2011年5月18日放送）
- 竹内結子（アゲぽよNo.1・はやぶさの主演→伝説のアゲぽよNo.1・映画『インサイド・ヘッド』ヨロコビ役、2011年9月28日放送、2015年7月15日放送「アゲぽよルーレットトーク」）
- 西田敏行（アゲぽよNo.24・探偵局の局長、2011年9月28日放送）
- 優木まおみ（アゲぽよNo.22・女神アテナの吹き替え、2011年11月9日放送「アゲぽよ!インモータルズぶっちゃけトーク」）
- 榮倉奈々（アゲぽよNo.77・小籠包に似ている、2011年11月23日・2012年10月24日・2013年4月24日放送）
- 岡田将生（アゲぽよNo.1002・ふわふわ綿菓子ボーイ、2011年11月23日放送）
- 平井大（2011年11月23日・2012年6月27日・2014年7月23日放送、2014年12月3日放送「帝芳仁のHIP HOPトーク」、2015年5月6日放送「『Slow & Easy』発売記念 アゲぽよ相談室」）
- 貴島千景（アゲぽよNo.33・ミスロイクラトン、2011年12月7日放送「クイズ世界アゲぽよ!発見」）
- 桐谷美玲（アゲぽよNo.23・謎の金星人、2012年2月1日放送「荒川アンダーザブリッジvsアゲぽよTV 暴露対決」）
- 林遣都（アゲぽよNo.630・大財閥の御曹司、2012年2月1日放送「荒川アンダーザブリッジvsアゲぽよTV 暴露対決」）
- 成宮寛貴（アゲぽよNo.73・熱血漢の新米弁護士、2012年2月22日放送）
- 川口春奈（アゲぽよNo.87・桜蘭高校ホスト部 藤岡ハルヒ、2012年3月14日放送）[23]
- 松下優也（2012年4月4日放送）
- 白鳥久美子（たんぽぽ、アゲぽよNo.25・春からはMBSの新番組は私達におまかせ、2011年4月11日放送「アゲぽよガールズvsたんぽぽ カミングアウト対決」）
- 川村エミコ（たんぽぽ、アゲぽよNo.26・新番組『ヨルカミ』メインMC、2012年4月11日放送「アゲぽよガールズvsたんぽぽ カミングアウト対決」）
- スマイレージ（2012年4月25日放送「アゲぽよの野望」）
- OS☆U（2012年5月2日放送「アゲぽよの野望」）
- とちおとめ25（2012年5月23日放送「アゲぽよの野望」）
- 香里奈（アゲぽよNo.526・映画『ガール』主人公・滝川由紀子、2012年5月30日放送「ぶっちゃけトーク 私って◯◯GIRLなんです」）
- 河村隆一（2012年6月27日放送「アゲぽよいきなりインタビュー」）
- カサリンチュ（2012年7月4日放送「アゲぽよ!突撃インタビュー」、2013年8月14日放送「イナズマロックフェスへの道???」）
- 西靖（毎日放送アナウンサー、2012年7月4日放送「アゲぽよ!突撃インタビュー」）
- 田村俊人（メイクアップアーティスト、2012年7月11日放送「アゲぽよ!女子力UP講座」）
- Senri（山咲千里）（2012年7月11日放送「アゲぽよ!女子力UP講座」）
- ケイン・コスギ（2012年7月18日放送「ファイトを10発もらえ」）
- 三浦貴大（2012年7月18日放送「ファイトを10発もらえ」）
- 北山努（BMXライダー、2012年8月1日）
- StrawBs（2012年8月8日「アゲぽよの野望」）
- 覆・面子（アゲぽよNo.27・千の顔を持つ女、2012年8月29日・9月5・12日放送「オールスター アゲぽよだらけの水泳大会」、2013年7月17日「アゲぽよ!トレンドキャッチ」）
- ぱすぽ☆→PASSPO☆（2012年8月29日放送「アゲぽよの野望」〔根岸愛・増井みお・森詩織〕、2013年4月17日放送「ロングロングそば対決」〔全員〕）
- 岡田准一（V6、2012年9月12日[24]・2013年4月24日放送）
- 近江のこかじろう[25]（2012年9月19日放送「第1回あがりゃんせ横断ウルトラクイズ」司会、2013年3月20・27日放送「第1回MBS横断Appleウルトラクイズ」司会、2013年8月28日放送「アクトでこかじろうファミリーと対決」、2013年11月6日放送「こかじろうファミリーの呪いを解け! in 志摩スペイン村」、2015年1月21日放送「アゲぽよ!学力テスト」司会進行、2015年8月19日放送「アゲぽよ真夏のこかじろうクイズ大会」MC）
- 木村勉（天下一品代表取締役、2012年9月19日放送「第1回あがりゃんせ横断ウルトラクイズ」開会宣言）
- Cyntia（2012年9月26日放送「アゲぽよの野望」〔SAKI[26]〕）
- 井手綾香（2012年10月3日「アゲぽよ!つばさトーク」・2013年4月10日放送）
- りんご娘（2012年10月10日放送「アゲぽよの野望」）
- チームしゃちほこ（2012年10月10日放送「アゲぽよの野望」）
- 上地雄輔（アゲぽよNo.222・玉ねぎ男、2012年10月24日放送）
- 北原里英（AKB48、2012年11月7日放送）
- Cheeky Parade（2013年3月13日放送「ロングロングそば対決」）
- Dancing Dolls（2013年3月27日放送「ロングロングそば対決」）
- THE ポッシボー（2013年4月10日放送「アゲぽよ!全力バンザイコンテスト」）
- Junk Fujiyama（2013年4月10日放送「出没!アゲ街ック天国」）
- LGYankees（2013年4月10日放送「出没!アゲ街ック天国」）
- 嘉門達夫（2013年4月10日放送「出没!アゲ街ック天国」）
- 村山真梨（2013年4月17日放送「アゲぽよバンドへの道」、2014年2月5日「アゲぽよ!ゲーム王決定戦」）
- i☆Ris（2013年4月24日放送「ロングロングそば対決」）
- なあ坊豆腐@那奈（2013年4月24日放送「ロングロングそば対決」）
- 中田秀夫（2013年5月22日放送「世界一早い『クロユリ団地2』恐怖演技オーディション」審査員）
- 堀池薫子（元NFLデンバー・ブロンコスチアリーダー、2013年6月26日放送「アゲぽよ! お悩みトーク」）
- 石田真紀（元NFLサンフランシスコ49ersチアリーダー、2013年6月26日放送「アゲぽよ! お悩みトーク」）
- 亀村和代（元NFLマイアミ・ドルフィンズ&ニューヨーク・ジェッツチアリーダー、2013年6月26日放送「アゲぽよ! お悩みトーク」）
- 福田桃代（2013年6月26日放送「アゲぽよ! お悩みトーク」）
- 横山ルリカ（アイドリング!!!、2013年7月3日放送「アゲぽよ My Wayコンテスト」）
- Tokyo Cheer2 Party（2013年8月7日放送「イナズマロックフェスへの道」）
- 西川貴教（2013年8月7日放送「イナズマロックフェスへの道」）
- どぶろっく（2013年8月28日放送「エンタのぽよ様」）
- Juice=Juice（2013年9月11日放送「アゲぽよ!フレッシュ対決」）
- 濱田ここね（アゲぽよNo.42・映画『おしん』主演、2013年10月23日放送「アゲぽよ!ルーレットトーク」）
- 上戸彩（2013年10月23日放送「アゲぽよ!ルーレットトーク」）
- 稲垣吾郎（2013年10月23日放送「アゲぽよ!ルーレットトーク」）
- 悠木碧（2013年10月23日放送「『劇場版 魔法少女まどか☆マギカ』声優・悠木碧インタビュー」）
- 黒木渚（2013年10月30日放送「ぽよたちの音楽」、2014年3月26日「女子力アゲアゲ↑数珠つなぎ特別編」）
- 東京カランコロン（2013年11月20日放送「東京カランコロンvs大阪アゲンポヨン」〔いちろー・せんせい・おいたん・佐藤全部・かみむー氏〕、2015年6月17日放送「東京カランコロンvsアゲぽよガールズ スパイス3番勝負」〔いちろー・せんせい〕）
- 山本浩之（2013年11月27日放送『REDリターンズ』浪速のブルース・ウィリスインタビュー）
- ラブリ（2014年1月15日放送「アゲぽよTV×神戸コレクション」）
- HIDEBOU（2014年1月22日放送「HIDEBOUのタップダンス講座」）
- 八木アリサ（2014年1月22日放送「アゲぽよTV×神戸コレクション」）
- 瀬戸康史（2014年1月29日放送「アゲぽよ『はがない』相談」）
- 北乃きい（2014年1月29日放送「アゲぽよ『はがない』相談」）
- さかいゆう（2014年2月5日放送「アゲぽよ!ピアノ曲鑑賞会」）
- モーニング娘。'14（2014年2月26日放送「モーニング娘。'14 vs アゲぽよガールズ'14」〔鞘師里保・鈴木香音・工藤遥〕、2014年5月28日放送「モーニング娘。'14 vs アゲぽよガールズ'14」〔鞘師里保・鈴木香音・佐藤優樹〕）
- 津田健次郎（2014年2月26日放送『劇場版 TIGER & BUNNY-The Rising-』PR）
- 井上剛（2014年2月26日放送『劇場版 TIGER & BUNNY-The Rising-』PR）
- 楠大典（2014年2月26日放送『劇場版 TIGER & BUNNY-The Rising-』PR）
- 岡本信彦（2014年2月26日放送『劇場版 TIGER & BUNNY-The Rising-』PR）
- 中島健人（2014年3月12日放送「アゲぽよ!ルーレットトーク」）
- 広瀬アリス（2014年3月12日放送「アゲぽよ!ルーレットトーク」）
- May J.（2014年3月19日放送「真の歌うま女王は誰だ!対決!」）[27]
- BsGirls（2014年3月26日放送「アゲぽよガールズ vs BsGirls」、2014年8月20日放送「アゲぽよ体力コマーシャル」）
- 茅原実里（2014年4月16日放送「アゲぽよ!アテレコ質問」）
- 土肥ポン太（2014年4月23日放送「菜食生活 アゲぽよベジタブル」）
- 菅田将暉（2014年5月14日放送『闇金ウシジマくんPart2』菅田将暉さんインタビュー）[28]
- 上泉雄一（毎日放送アナウンサー、2014年5月21日放送「アゲぽよガールズリポート向上企画〜グルメロケ編〜」）
- 舟山久美子（2014年6月18日放送「アゲぽよガールズ知名度UP企画 人気ブロガーを目指せ!!」）
- 松本愛（2014年6月18日放送「アゲぽよガールズ知名度UP企画 人気ブロガーを目指せ!!」）
- エル・ファニング（2014年7月2日放送「マレフィセント3大特集 第2弾!エル・ファニングにインタビュー!」）
- 石田ニコル（2014年8月6日放送「人気モデル 石田ニコルにインタビュー!」）
- 学天即（2014年8月13日放送「MBSラジオ『茶屋町アイドルプラザ』に出演」）
- WEAVER（2014年8月13日放送「アゲアゲ音楽情報」）
- 佐藤美希（2014年8月20日放送「肩書き争奪! 佐藤美希 vs アゲぽよガールズ」）
- FTISLAND[29]（2014年9月3日放送「本物のスターは持ってる? 持ってない? スター性5 特別編」「ロングロング韓国冷麺対決」）
- 山寺宏一（2014年9月17日放送「アゲぽよ! ヒップホップルーレットトーク」）
- 大森靖子（2014年9月24日放送「大森靖子のきゅるきゅるプロフィール」）
- 東京パフォーマンスドール（2014年10月15日放送「東京パフォーマンスドール vs アゲぽよガールズ TPD3本勝負」〔高嶋菜七・飯田桜子・橘二葉〕）
- WEBER（2014年10月22日放送「アゲぽよ! HIP HOPトーク」）
- 島田珠代（2014年10月29日放送「島田珠代の書道講座」）
- Little Glee Monster（2014年10月29日放送「アゲぽよインタビュー@MBSミュージックウィーク」、2015年3月11日放送「青春フォトグラフ対決」、2015年4月1日放送「Little Glee Monster 神戸コレクション初出演に密着取材!」、2015年4月15日放送「アゲぽよ!青春 be Free トーーク」）
- 武井咲（2014年11月5日放送「アゲぽよ! ドッキリオーディション」）
- 大倉忠義（2014年11月5日放送「アゲぽよ! ドッキリオーディション」）
- やなわらばー（2014年11月5日放送「雪乃のギリギリ放課後トーク」）
- GRANRODEO（アゲぽよNo.22・ギターを持たなきゃおじいちゃん〔e-ZUKA〕、2014年11月12日放送「『カルマとラビリンス』全曲レビュー」）
- GOLD RUSH（2014年11月12日放送「帝芳仁のHIP HOPトーク」）
- SAY! U! ROCK ver.2.0（2014年11月12日放送「アゲぽよガールズ vs SAY! U! ROCK」）
- SOLIDEMO（2014年11月19日放送「真のSOLIDEMO決定戦」、2015年2月11日放送「アゲぽよ○○新人賞」）
- 末成由美（2014年11月19日放送「メトロポリタン美術館 古代エジプト展 女王と女神 神戸市立博物館にて開催中」）
- 森恵（2014年11月26日放送「帝芳仁のHIP HOPトーク」）
- Suzu（2014年12月10日放送「雪乃のギリギリ放課後トーク」、2015年4月15日放送「Suzu×沖縄料理・CUPS・未来地図・弾き語り」）
- lol（2014年12月17日放送「雪乃のギリギリ放課後トーク」、2015年11月18日放送「アゲぽよカワイイですよ!」）
- 菅野美穂（2014年12月17日放送「アゲぽよ!ルーレットトーク『○○マックス』」）
- リサメロディー（2015年1月14日放送「アゲぽよ!思い出のメロディー♪」）
- 小林聖太郎（2015年1月28日放送「アゲぽよ!ルーレットトーク『○○マエストロ!』」）
- ダイナランドガールズ[30]（2015年2月4日放送「ダイナランドガールズ vs アゲぽよガールズ 雪上3本勝負」）
- DISH//（2015年2月4日放送「DISH// vs アゲぽよガールズ 3番勝負」）
- フランク・ザバタ（2015年2月11日放送「『THE舶来寄席2015』仏のスゴ技師」）
- 私立恵比寿中学（2015年2月18日放送「NEWアルバム『金八』発売記念 アゲぽよ3本勝負」〔安本彩花・星名美怜・松野莉奈〕）
- 近藤夏子（2015年3月18日放送「帝芳仁 vs 近藤夏子 漢字クイズ対決 in アメリカ村」、2015年4月8日放送「OSAKA KAWAii!! 2015」）
- Sonar Pocket（2015年3月25日放送「クイズ ソナポケイズム」、2015年12月2日放送「アゲぽよカワイイですよ!」）
- タージン（2015年3月25日放送「アゲぽよ!コーディネート対決 in 三井アウトレットパーク大阪鶴見」）
- LinQ（2015年4月8日放送「九州代表 LinQ vs 関西代表 アゲぽよガールズ 3番勝負」〔新木こころ・新木さくら・大庭彩歌・坂井朝香・山木彩乃〕）
- 三戸なつめ（2015年4月22日放送「ぽよいこ!? 中崎町でお買い物」）
- 椎名ぴかりん（2015年4月22日放送「ぽよフェス〜春の音楽祭〜」出演交渉）
- やのあんな（2015年4月22日放送「ぽよフェス〜春の音楽祭〜」出演交渉）
- 真野恵里菜（2015年4月29日放送「パトレイバールーレットトーク『○ト○○○ー』の話」、2015年7月8日放送「映画『リアル鬼ごっこ』トリプルヒロインインタビュー」「リアル蕎麦ごっこ 3本勝負」）
- 筧利夫（2015年4月29日放送「パトレイバールーレットトーク『○ト○○○ー』の話」）
- 高畑充希（2015年4月29日放送「映画『シンデレラ』高畑充希&城田優インタビュー」）
- 城田優（2015年4月29日放送「映画『シンデレラ』高畑充希&城田優インタビュー」）
- 有村架純（2015年5月6日放送「アゲぽよ!ルーレットトーク『私○○ギャルなんです』」）
- 哀川翔（2015年5月13日放送「ロングロングそば対決3本勝負」）
- 宮川大輔（2015年5月13日放送「ロングロングそば対決3本勝負」）
- 品川ヒロシ（2015年5月13日放送「ロングロングそば対決3本勝負」）
- ウルトラタワー（2015年5月13日放送「ロングロングチーズ対決」）
- MACO（2015年5月20日放送「アゲぽよ!LOVE LOVEルーレット」、2015年11月18日放送「密着してわかった! MACOの魅力クイズ」）
- 梨花（2015年5月20日放送「Bonjour OSAKA 5月26日まで限定オープン!」）
- 乙女新党（2015年5月27日放送「本当の2軍 アゲぽよガールズ vs ポジティブな2軍 乙女新党『キミとピーカン☆ナッツ宣言っ!!!』3本勝負」）
- フレデリック（2015年6月3日放送「アゲぽよ!チャレンジ 3分でOWARASE NIGHT」）
- 山田優（2015年6月3日放送「アゲぽよ!ルーレットトーク『○○スワン』）
- 志田未来（2015年6月10日放送「アゲぽよーランドの謎を暴け! in 志田未来インタビュー」）
- 仁香（2015年7月1日放送「女子力アゲアゲ↑数珠つなぎ特別編」）
- トリンドル玲奈（2015年7月8日放送「映画『リアル鬼ごっこ』トリプルヒロインインタビュー」「リアル蕎麦ごっこ 3本勝負」）
- 篠田麻里子（2015年7月8日放送「映画『リアル鬼ごっこ』トリプルヒロインインタビュー」「リアル蕎麦ごっこ 3本勝負」）
- 小嶋慎太郎（カプコンプロデューサー、2015年7月8日放送「『大逆転裁判 -成歩堂龍ノ介の冒險-』(7月9日発売)」）
- Especia（2015年7月22日放送「新スパイス3番勝負」）
- 井上苑子（2015年7月22日放送「タメトーーク!」、2015年11月11日放送「アゲぽよカワイイですよ!」）
- DOBERMAN INFINITY（2015年7月29日放送「アゲぽよ!SAY YEAH!!コンテスト」）
- ひめキュンフルーツ缶（2015年8月12日放送「アゲぽよ vs ひめキュン 梅田お化け屋敷対決!」）
- 佐香智久（2015年8月19日放送「アゲぽよ 僕から君へ 私から君へ」）
- トミタ栞（2015年8月26日放送「アゲぽよ! 大阪ラーメンお勉強ツアー」）
- 川畑泰史（2015年9月2日放送「THE舶来寄席2015 autumn」）
- Le Lien（2015年9月9日放送「アゲぽよ! がんばりDoki4番勝負」）
- TEMPURA KIDZ（2015年10月14日放送「アゲぽよ『LOLLiPOP』ダンス選手権」、2015年10月21日放送「『LOLLiPOP〜OSAKA KAWAii!! in 茶屋町 ver.〜』ミュージックビデオ制作」）
- エド・スクレイン（2015年10月21日放送「映画『トランスポーター イグニション』」インタビュー）
- ハジ→（2015年10月21日放送「アゲぽよ ハジ→トーク」）
- WINNER（2015年10月28日放送「真のWINNERは誰だ? WINNER of WINNERトーナメント」）
- JASMINE（2015年10月28日放送「アゲぽよカワイイですよ!」）
- DJ KELLY（2015年11月4日放送「ナニワハロウィンパーティー DJ KELLYにインタビュー!」）
- 1 FINGER（2015年11月4日放送「アゲぽよカワイイですよ!」）
- GAKU-MC（2015年11月11日放送「琵琶湖1周企画応援ラップソングを作ってもらおう!」）
- 秀太（ラーメンオタク、2015年11月25日放送「ラーメンオタクが教えるラーメンの世界」）
- 大阪（ラーメンオタク、2015年11月25日放送「ラーメンオタクが教えるラーメンの世界」）
- ハナエ（2015年11月25日放送「アゲぽよカワイイですよ!」）
- アルスマグナ（2015年12月2日放送「アゲぽよ2.5次元バトル!」〔神生アキラ・榊原タツキ・九瓏ケント・コンスタンティン〕）

## おもな企画
「今週のサゲぽよガール」→「今週のぽよイベート映像」以外は不定期で実施。9月14日からはアゲぽよガールズによる『DAISUKI!』（日本テレビ系、1991年 - 2000年放送）風のアイキャッチが随時織り込まれている。
オープニング
アゲぽよガールズのファッションチェックやテンションのあがった話をアゲぽよガールズが披露する「アゲいい話」が行われる。またアゲぽよガールズで誕生日を迎えたメンバーをお祝いすることもあり、その際、画面上に「ドッキリ大成功」のテロップが出るが、ノブに「ドッキリちゃう!」とツッコまれるのがお約束となっている。
徹底!アゲぽよリサーチ
巷の噂や疑問をアゲぽよガールズがリサーチするコーナー。特にアゲぽよガールズと街の女性が女子同士でキスをする「いきなり女子チュー」企画が7回行われている。6回目の和歌山編と7回目の須磨ビーチ編はアゲぽよガールズ2名による対決形式となり、敗者には勝者の着用した水着に着替える罰ゲームが与えられた。またロケVTRでは、街の人からサインを求められるシーンが入ることがお約束となりつつある。
気になる!アゲぽよランキング
アゲぽよガールズが気になることのオリジナルランキングを作成し紹介するコーナー。
徹底!アゲぽよトーク
テーマについて何でもぶっちゃける女子会トークのコーナー。
アゲぽよ!恋愛相談室
街行く女子の恋の悩みにアゲぽよガールズが答えるコーナー。
アゲぽよ!トレンドキャッチ
女の子の間で流行っているトレンドの最新情報を紹介。
アゲぽよ!トレンドDEスッキリ
女の子の悩みを解消してくれるトレンドを紹介するコーナー。
アゲぽよ!○○トーク
VTRに登場する有名人から提示されるトークのテーマで、アゲぽよガールズがトークを繰り広げるコーナー。コーナータイトルの○○の箇所には有名人の名前が入り、VTRでは有名人が番組を毎週見ていることや特定のアゲぽよガールズに対して好意的なコメントをするため、ノブの厳しいツッコミが入るのがお約束となっている。これまでに登場したのはhitomi、玉木宏、香取慎吾、速水もこみち。同様のパターンであやまんJAPANがVTRに登場した「アゲぽよJAPAN」として放送されたこともあり、翌週から数週にわたり、アゲぽよガールズが「ぽいぽいぽいぽぽいぽいぽぴー」を真似たポーズをオープニングで披露していた。9月28日放送では、映画『はやぶさ/HAYABUSA』に出演の竹内結子と西田敏行がオープニングでアゲぽよガールズと同様の自己紹介を行い、初めてゲストにもアゲぽよNo.とキャッチフレーズが割り振られた。さらにオープニングタイトルでは、濱崎の写真が竹内、中村の写真が西田に差し替えられていた。11月23日放送では、映画『アントキノイノチ』に出演の岡田将生と榮倉奈々がオープニングでアゲぽよガールズと同様の自己紹介を行い、アゲぽよNo.とキャッチフレーズが割り振られた。さらにオープニングタイトルでは、中村・小塚の写真が岡田、立花・うつだの写真が榮倉に差し替えられ、中村・小塚・立花・うつだによる1枚が最後に追加された。
アゲぽよ!カバンチェック
アゲぽよガールズのカバンの中身をチェックするコーナー。
潜入!アゲぽよガールズ
女の子が今一番気になっている場所にアゲぽよガールズが潜入し調査する。
激論!アゲぽよ!トークバトル
瀬戸康史が提示する二択の討論テーマに対し、アゲぽよガールズが激論を繰り広げる。
アゲぽよ!ぐるぐるグルメ
今気になるグルメ情報をアゲぽよガールズが体当たりでリポートするコーナー。
アゲぽよ!ぶっちゃけトーク
アゲぽよガールズがあんなことからこんなことまでぶっちゃけるトークコーナー。
アゲぽよ!社会科見学
女の子が気になる場所に潜入し、見学するコーナー。
アゲぽよ!女磨き
ワンランク上の女性になるために女を磨くコーナー。
アゲぽよ!アート
アゲぽよガールズが描いたセルフヌードデッサンを発表するコーナー。
アゲぽよ!体験
アゲぽよガールズがアゲぽよな気分になることを体験リポートするコーナー。
アゲぽよ!イケメン占い
背中を向けているイケメン3人の中から一人選び、それぞれの運勢が発表される。だが占い師の監修はなく、イケメンの職業に関した個人的な意見が多いため、点取り占い的要素が高い。また、イケメンの顔がうつる前にイベント情報や新商品情報が入る。8月17日は「アゲぽよ!あやまん変顔占い」と題し、あやまんJAPANのあやまん監督、ファンタジスタさくらだ、ルーキタエがする変顔の中から一人選び、それぞれの運勢が発表された。
アゲぽよペット占い
3匹のペットの中から1匹選び、それぞれの運勢が発表される。だが「アゲぽよ!イケメン占い」同様に占い師の監修はなく、運勢はペットを持ったスタッフが発表する。
今週のサゲぽよガール（2011年4月13日 - 6月30日）
番組を盛り下げたと判断されたサゲぽよガールに選ばれたアゲぽよガールがエンディングで反省の言葉を述べる。
今週のぽよイベート映像（2011年7月6日 - 7月13日、7月27日 -）
アゲぽよガールズの収録現場でのオフショットを放送。
ミス・ロイクラトンへの道（2011年7月20日 - 8月3日）
7月24日に帝国ホテル大阪で開催されるイベント「タイランド ロイクラトン・ナイト2011」のフィナーレで行われるミス・ロイクラトン・コンテストまでの軌跡を追う。アゲぽよガールズが全員エントリーし、書類審査を通過した彼方・うつだ・蒼井・澤井が2次面接の38名に進出。蒼井が本選の9名に進出したが、選に漏れた。なお、ミスロイクラトンに選ばれた貴島千景は「クイズ 世界アゲぽよ!発見」（後述）で、アゲぽよガールズに新加入した藤村とタイのリポートを担当した。
史上最大!万博公園横断ケンタッキーフライドチキンウルトラクイズ（2011年9月8日・15日）
1万5000円分のジェフグルメカードを賭け、アゲぽよガールズ10名が万博公園を巡りながらクイズに挑む企画。1stステージ・○×クイズの第1問で全員不正解となるが、アゲぽよガールズからの懇願により、「第2回 史上最大!万博公園横断ケンタッキーフライドチキンウルトラクイズ」として再スタート。1stステージで澤井・濱崎・蒼井・中多・小塚が残り、2ndステージ・バラまきクイズでは澤井・中多・蒼井が準決勝進出。その後、敗退者7名による敗者復活戦・ニワトリなりきりコンテストで浅本・彼方が準決勝進出。準決勝・大喜利クイズで浅本・澤井が勝ち残り、決勝戦・1問先取ガチンコ早押し対決を制した澤井が優勝。
アゲぽよ!創作ダンス・ダンス・ダンス
アゲぽよガールズが出されたテーマに沿った創作ダンスをそれぞれ披露する。創作ダンスを考えている最中に、テーマに因んだイベント情報や新商品情報が入る。
アゲぽよ感謝祭への道（2011年9月21日・9月28日、10月5日・10月19日）
末永プロデューサーから視聴者への日頃の感謝を込めて、2011年10月9日にMBS本社1階で行われる「MBS開局60周年企画 ちゃやまちハッピーアワー祭〜はじめまし展 2011秋〜」のイベントステージで「アゲぽよ感謝祭」を開催することが発表された。アゲぽよガールズは感謝祭に向け、各自さまざまなことに挑戦。内容は以下のとおり。
- アカペラ（指導：ナノトーン〔大阪大学アカペラサークル〕）

- リードボーカル：保田
- コーラス トップ：立花・寺西
- コーラス セカンド：徳山・小塚
- コーラス サード：中村
- ベース：うつだ
- ボイスパーカッション・リーダー：澤井

- ブレイクダンス（指導：YOSSHI）

- 蒼井・橘・中多・阪口

- ラップ

- 浅本・彼方・濱崎・三好

2011年10月26日放送で「アゲぽよ感謝祭完全版」として放送。
アゲぽよ!グルメ占い（2011年9月28日）
訪れた店舗で出される3種類のメニューの中から1種類を選び、それぞれの運勢が発表される。だが「アゲぽよ!イケメン占い」同様に占い師の監修はなく、オーナーがそれぞれのメニューを試食後、運勢を発表する。
ピグぽよ総選挙
2011年10月12日放送でアメーバピグの裏側に迫るべくサイバーエージェントを取材したことから、末永プロデューサーからの発案で、アゲぽよガールズ全員のピグの人気投票を行うこととなった（投票は一人1回）。1位になった者がアゲぽよガールズのセンターになり、下位の者は出演回数が減らされるが、実施されていない。投票結果は以下のとおり。
| 順位              | 氏名         | 得票数 | 順位 | 氏名     | 得票数 |
| ----------------- | ------------ | ------ | ---- | -------- | ------ |
| 1位               | 保田有理香   | 3172票 | 9位  | 中村葵   | 358票  |
| 2位               | 彼方茜香     | 1517票 | 10位 | 立花理香 | 269票  |
| 3位               | 小塚麻央     | 1357票 | 11位 | 澤井里依 | 164票  |
| 4位               | うつだあずみ | 1117票 | 12位 | 徳山望   | 156票  |
| 5位               | 蒼井さや     | 1052票 | 13位 | 三好利奈 | 148票  |
| 6位               | 橘知衣代     | 743票  | 14位 | 濱崎成華 | 94票   |
| 7位               | 浅本美加     | 418票  | 15位 | 阪口なつ | 36票   |
| 8位               | 中多愛       | 382票  | 16位 | 寺西永里 | 34票   |
| 総得票数：11017票 |              |        |      |          |        |

アゲぽよ! ザ・ドリームマッチ
8名のアゲぽよガールズが抽選で4組のペアを作り、それぞれ与えられたテーマで漫才を披露する。審査員は末永プロデューサーが行い、優勝したアゲぽよガールズにはトロフィーが贈られた。
- アゲぽよガールズ（中多愛・保田有理香）「デート」
- セリーンエリーン（彼方茜香・寺西永里）「学校」
- りえむら（中村葵・澤井里依）「オカンと娘」
- おさかな～ず（蒼井さや・阪口なつ）「警察と犯人」

アゲしこジャパン
1期生メンバーによる「アゲしこジャパン」（濱崎成華・中村葵・澤井里依・浅本美加）と2期生メンバーによる「ぽよしこジャパン」（小塚麻央・三好利奈・橘知衣代・徳山望）がサッカーゲームで対決。ピンポン球のサッカーボールを息で操り、2点先取で勝負したが、「アゲしこジャパン」が勝利した。
アゲぽよ!ルーレットトーク アントキノ○○
映画『アントキノイノチ』に出演した岡田将生と榮倉奈々に、フリップに書かれた9つのお題の中からルーレットが止まった場所のお題に答えてもらうコーナー。ただしルーレットは濱崎の指。
アゲぽよ!超ブッ飛び映像
アゲぽよガールズが自分で撮ったプライベートのブッ飛び映像を公開するコーナー。ただし、11月30日放送の寺西の映像はあまりにもブッ飛んでいたため放送自粛となり、番組サイト内の番組裏ムービーで公開された。
クイズ 世界アゲぽよ!発見
『世界・ふしぎ発見!』を模したクイズ企画で、鈴木と藤村が進行担当。蒼井・澤井ペア、うつだ・浅本ペア、中村・寺西ペアが解答者となり、藤村と貴島がタイを訪れたリポートVTRから出題されるクイズに解答する。正解すると本家の「ひとし君人形」を模した「ヒサシ君人形」（1ポイント、顔は末永プロデューサーの写真）、最終問題のみ「スーパーヒサシ君人形」（ポイント3倍）が与えられる。優勝した蒼井・澤井ペアには、タイで藤村が作った木の人形が贈られた。なお、藤村が進行中に首をかしげるなどのブリっ子なリアクションをした時には『サンデージャポン』出演時の田中みな実（TBSアナウンサー）と同様のSEが付けられた。
ミッション:インぽよッシブル
『ミッション:インポッシブル ゴースト・プロトコル』のプロモーションで来日したトム・クルーズへのインタビュー権をかけて、アゲぽよガールズがさまざまなミッションに挑戦する企画で、鈴木が進行担当。1st MISSION「ミッション:インだるまさんがころんだ」（澤井・寺西・徳山が脱落）、2nd MISSION「ミッション:イン洗濯バサミ」（蒼井・中村が脱落）、3rd MISSION「ミッション:イン激辛カレー」（小塚・藤村が脱落）、Final MISSION「トムのそばに行けるのは誰だ? ロングロングそば対決」を制した浅本が選ばれた。しかし脱落したアゲぽよガールズからの訴えを受け、鈴木と末永プロデューサーが協議した結果、もう1名追加されることとなり、敗者復活ミッション「スパイなりきりコンテスト」を制したうつだが選ばれた。その後、トムのそっくりさんにインタビューするドッキリ企画を経て、ようやく六本木ヒルズで行われたファンミーティングのレッドカーペットでの取材が許された。浅本とうつだは、ジェーン・カーター役のポーラ・パットンをはじめ、叶姉妹、石田純一、魔裟斗と一緒にタイトルコールを行った。しかしトムとのハグに成功するも、タイトルコールはトムと同行していた戸田奈津子からのNGで出来なかった。最後にトムから大阪のファンへのメッセージが伝えられた。
アゲぽよ! 新春かくし芸大会
立花（キャプテン）・中多・澤井・堀の東軍と、彼方（キャプテン）・阪口・濱崎・休井の西軍に分かれてかくし芸を披露し、末永プロデューサーが審査する。個人戦4回戦を終えた時点では同点だったが、団体戦を制した西軍が勝利。
カミングアウト対決
アゲぽよガールズとゲストがそれぞれインパクトのある秘密をカミングアウトし、対決する。ただし判定はアゲぽよガールズが行うため、アゲぽよガールズ側の勝利となる。
2012年2月1日放送で「荒川アンダー ザ ブリッジvsアゲぽよTV 暴露対決」として第1回が放送。澤井と藤村はアゲぽよガールズの秘密、林遣都と桐谷美玲は映画『荒川アンダー ザ ブリッジ THE MOVIE』の共演者の秘密をそれぞれ暴露し、どちらがすごい暴露をできたかを競う。林と澤井、桐谷と藤村がそれぞれ対決するが、判定はアゲぽよガールズ（1回戦は藤村、2回戦は澤井）が行ったため、2対0でアゲぽよガールズの勝利となる。そのため、林から対戦前に「不公平じゃないですか?」と言われている。
2012年4月11日放送では「アゲぽよガールズvsたんぽぽ カミングアウト対決」として新番組『ヨルカミ』でメインMCを務めるたんぽぽと対決。たんぽぽが勝てば『ヨルカミ』の番宣時間が長くなるが、三好と川村、堀と白鳥がそれぞれ対決するも、判定は立花が行ったため、2対0でアゲぽよガールズの勝利となり、番宣時間が与えられなかった。その後先輩ガールズからのお願いとして、白鳥のあごに堀が顔を描くことを聞き入れ、15秒だけ番宣時間が与えられた。
アゲぽよガールズ CDデビューへの道→アゲぽよガールズ 目指せ!3000枚完売!!
前述の「アゲぽよ! 新春かくし芸大会」の収録に参加したアゲぽよガールズを末永プロデューサーが一人ずつ呼び出し、CDデビュー決定を伝えた。2012年2月14日に「君が好きだから/move on」を3000枚限定で発売（販売場所はMBS本社1階グッズショップ、MBSのインターネットショッピングサイト・MBSショッピング、大阪・兵庫・京都にあるTSUTAYAのうちEBISUBASHI店・梅田堂山店・枚方駅前本店・三宮店・西院店の5店舗）。収録曲は、アゲぽよガールズ全員で歌うメイン楽曲「君が好きだから」（作詞：ツキダタダシ〔築田格〕・アゲぽよガールズ、作曲：ツキダタダシ〔築田格〕、振り付け：AKIRA〔NMB48の振付師〕）と選抜メンバーが歌うカップリング曲「move on」（作詞・作曲：和田耕平、振り付け：田川雅子）の2曲。築田・和田・AKIRA・田川・浜崎州平（レコーディング担当）が審査員として「君が好きだから」の中心メンバー・ポヨ3と、「move on」の選抜メンバーをオーディションで選出し、ポヨ3は立花（ポヨ1=センターポジション）・藤村（ポヨ2）・中村（ポヨ3）、選抜メンバーは阪口・うつだ・浅本・彼方・小塚・保田・休井が選ばれた。「君が好きだから」のMVは藤本実が監督を務めた。
発売日から2012年3月31日までのCD総売上枚数が3000枚完売を達成した時にはご褒美としてセカンドシングルを発売する可能性があるが、2000枚売れなかった場合はアゲぽよガールズから一人がクビ、1000枚売れなかった場合にはアゲぽよガールズ全員がクビとなる。大阪スクールオブミュージック専門学校の全面バックアップでボイストレーニングやダンスレッスンを行っている。またCD発売企画としてTwitterやUstreamでアゲぽよガールズと交流する企画が実施された。4月7日に行われたKansai Idol Collection Vol.2に出演した際、総売上枚数が発表され、2744枚で全員残留となり、残りのCDも会場で完売した。しかし末永プロデューサーが差し入れしたシュークリームを2個食べた澤井がこの日より無期限謹慎となる。5月30日放送で澤井のメッセージVTRを見て、復帰を認めるかどうかを19名全員が無記名投票したが、3名が「まだ早い」と投票したため謹慎は継続。7月4日放送では澤井がメンバー一人一人にメッセージを寄せながらマラソン（1人につきグラウンド1周400m、合計19周・総距離7.6km）するVTRを見て、復帰を認めるかどうかを19名全員が無記名投票したが、1名が「まだ早い」と書いた（理由は「走っている顔がかわいかったのでまた見たい」）ため、謹慎は継続となった。さらに8月8日放送でピアードパパの作りたて工房でシュークリーム作りを修行し、自ら作ったシュークリームを末永プロデューサーに差し入れし、ようやく復帰が認められた。7月21日にCD購入者を対象とした特別イベントが開催され、この日のステージで澤井が復帰後初めてファンの前に姿を見せた。この際、末永プロデューサーがシュークリームを差し入れしたが、1個だけ残して全員1個ずつ食べたため、謹慎は免れた。
アゲぽよの野望
アゲぽよガールズが全国制覇を目指して、各地のアイドルと対決する。
エンタのぽよ様
元ネタは『エンタの神様』。アゲぽよガールズがエンタ芸人になりきってネタを披露する。2014年10月8日放送分では「MBSミュージックウィーク開催記念 アゲぽよ音楽祭」と題し、ぽなわと日本ポヨキテル連合が出演。
- いろどりほのか（にしおかすみこ） - 彩ほのか
- 寺西太夫（小梅太夫） - 寺西永里
- クールポヨ（クールポコ） - 小塚麻央・中村葵
- 保田ゆり和（長井秀和） - 保田有理香
- いつもポヨから（いつもここから） - 徳山望・阪口なつ
- 鳥居ちえよ（鳥居みゆき） - 橘知衣代
- ぽよろっく（どぶろっく） - うつだあずみ・蒼井さや
- アクセルぽよッパー（アクセルホッパー） - うつだあずみ
- ポヨですよ。（ですよ。） - 郷司里衣
- エド・山崎（エド・はるみ） - 山崎佑奈
- ポヨツ（ナイツ） - 藤村椿・納富有沙
- ポヨひろし（猫ひろし） - 澤井里依
- ぽ鳥（千鳥） - 彼方茜香・蒼井さや
- ぽなわ（はなわ） - 阪口なつ
- 日本ポヨキテル連合（日本エレキテル連合） - 三好利奈・澤井里依

ホノルルマラソンへの道
ホノルルマラソンに出場するアゲぽよガールズを選抜するため、3つの予選をそれぞれ勝ち抜いた各2名・計6名が最終選考会に進出し最終選考会で1名を決定する。3週にわたって行われた予選では、「アゲぽよ!パン食い競走」で中村葵・三好利奈、「カメハメハが転んだ」でうつだあずみ・蒼井さや、「英語DE絶叫!オーディション」で立花理香・阪口なつが勝ち抜いたが、最終選考会開始直前に立花がスケジュールの都合で辞退。立花以外の5名が挑んだ「ハワイに行ったらアカン投票」で中村・三好・阪口が落選し、残った蒼井とうつだのうち、4期生としてアゲぽよガールズに新加入し、既にホノルルマラソンへの出場枠が確定している郷司里衣が一緒に行きたいメンバーを選び、蒼井が出場となった。
アゲぽよバンドへの道→イナズマロックフェスへの道→イナズマロックフェスへの道???→イナズマロックフェスへの道
アゲぽよガールズのメンバーでバンドを結成することになり、スペシャルプロデューサーに渡辺敦子（元プリンセス プリンセスリーダー・ベーシスト、東京スクールオブミュージック専門学校副校長）を迎えた。末永プロデューサーと渡辺がオーディションを行い、保田有理香・阪口なつ・立花理香・小塚麻央・彩ほのか・納富有沙・宮崎彩・郷司里衣・SAKI・エリザベータの10名が、アゲぽよバンド候補メンバーに選ばれた。大阪スクールオブミュージック専門学校の講師陣の審査により、ギターは立花・納富・保田、ドラムはエリザベータ・彩、ベースは小塚・阪口、キーボードは郷司・SAKI、ヴォーカルは納富・郷司・保田にそれぞれパートが振り分けられ、大阪スクールオブミュージック専門学校の全面サポートのもと1ヶ月間楽器練習を行った。1ヵ月後に行われた実力テストでは、末永プロデューサー・渡辺・大阪スクールオブミュージック専門学校の講師陣に加え、北野正人が審査員に加わり、アゲぽよバンドを脱退（オーディションを辞退）したSAKI以外の9名が課題曲（Superfly「Hi-Five」）を演奏し、ギター・立花、ドラム・彩、ベース・阪口、キーボード・郷司、ヴォーカル&ギター→ヴォーカル・納富がアゲぽよバンドのメンバー5名（プリンセス プリンセスと同じ人数）に決定した。バンド名は、5名が出した案を却下の上、プリンセス プリンセスの前身名「赤坂小町」にちなんで「アゲぽよ小町」と命名された（なお、今後演奏が上達し、講師陣に認められた場合は、バンド名が「アゲぽよプリンセス」に変更される可能性もある）。その後納富がヴォーカルに専念したことにより、立花のギターの力不足が露呈したため、急遽保田がギターの新メンバーとして加入した。課題曲としてプリンセス プリンセス「OH YEAH!」と木村カエラ「Magic Music」が加わり、場数を踏むために大阪スクールオブミュージック専門学校で開催するライブイベント「LIVE WONDER!」や万博記念公園で開催されたMBSラジオのイベント「万博へGO! with MBS 2013」などに出演。この他、同校の学生が作詞・作曲したオリジナル曲「女の子宣言!」が演奏曲に加わり、メンバーが作詞を手がけることになったが、講師陣の判断で納富が作詞した歌詞はボツとなり、「女の子宣言!」のままで演奏することになった。バンドのロゴとキャラクターデザインは大阪スクールオブミュージック専門学校の姉妹校・大阪コミュニケーションアート専門学校クリエイティブデザイン科3年生の協力のもとデザインされた複数の候補から視聴者投票で決められた。アゲぽよ小町は9月に開催予定のイナズマロックフェス2013への出演が決まっているとされていたが、イナズマロックフェス主催者の西川貴教にはアゲぽよ小町出演の話が全く伝わっていなかった（西川の知らないところで勝手に出演決定の話が進んでいた）上、西川からは既に今年の出演者が決定している以上、アゲぽよ小町の出演は難しいと告げられる。さらに末永が渡辺から立花の素行不良を指摘されたことにより、メンバー内で話し合った結果、立花の脱退が決まった。その後、末永が西川に交渉した結果、アゲぽよ小町のイナズマロックフェスへの出演が正式に決定した（9月21日のフリーエリア・エンタメステージ）。また「君が好きだから」に続き、藤本みのるが手がけた「女の子宣言!」のMVはYouTubeのMBSチャンネルで配信され、MVが初披露された2013年9月11日放送からアゲぽよ小町が出演するイナズマロックフェス当日の9月21日までに、視聴回数が1万回以上に達しなかった場合は、アゲぽよガールズの中から誰かをクビにするというペナルティが課せられたが、10465回でクリアし、クビは回避された。その後、「女の子宣言!」を作詞・作曲した学生が手がけた新曲「女の子Rock!」「女の子トラベル!」が制作され、2013年12月4日の放送終了後からMVがYouTubeで披露された。2014年6月18日放送での保田と彩のアゲぽよガールズ卒業に伴い、同日放送分の収録が行われた6月10日をもって、アゲぽよ小町は解散となった。
女子力アゲアゲ↑数珠つなぎ
女子力UP術を数珠つなぎ形式でその道のプロに教えてもらう。実際に体験・実食できるのは1名だけで、アゲぽよガールズのアピールなどを聞いた上でプロが選ぶ。しかし2015年12月9日放送で、通算35件目に訪れたシルクサスペンションのスタジオで数珠つなぎが途切れてしまった。
夜の連続テレビ小説 ぽよちゃん
元ネタは『あまちゃん』。「北の海女」ならぬ「北のぽよ」のぽよちゃんに扮したアゲぽよガールズ（初代：澤井里依、2代目：彼方茜香）がインタビューする。オープニングタイトルが可能な範囲で再現されており、コーナーの最後は本家の「まだまだあまちゃんですが…」をもじった「まだまだぽよちゃんですが…」でぽよちゃんに扮したアゲぽよガールズが登場する。
持ってる? 持ってない? アゲぽよスター性5
5期生加入で31人となったアゲぽよガールズのメンバーに、タレントとして必須のスター性があるかを検証するための企画。5人のアゲぽよガールズメンバーが出された課題に挑戦。達成したら5人全員にスターが与えられ、このポイントが多いと中心メンバーとして起用され、逆に少ないと卒業となる可能性がある。
完コピ漫才
彼方茜香と蒼井さやが千鳥の漫才やロケのスタイルを完全コピーしたお笑いコンビ「ぽ鳥」として、漫才だけでなく、話題のスポットなどをリポートしたことが始まり。それ以降も、末永が今一番見たい完コピ漫才を集めた企画「アゲぽよ 春の演芸スペシャル 末永演芸館 完コピ漫才祭り」として、藤村椿と納富有紗が「ポヨツ」としてナイツの漫才を、彼方茜香と蒼井さやが「ポヨマンラッシュアワー」としてウーマンラッシュアワーの漫才を完全コピーした。また『茶屋町アイドルプラザ』にアゲぽよガールズの一員としてゲスト出演した澤井里依と納富有沙が「ぽく天即」として、同番組のMCを務める学天即本人の前で完コピ漫才を披露した。「アゲぽよ 新春 完コピ演芸会」として、谷川千晶と竹村美緒が「サンドぽよっちマン」としてサンドウィッチマンの漫才を、小川麗音が「ぴゃーい川崎バイク」としてバイク川崎バイクのコントを、阪口なつと繁田梨世が「博多アゲ吉ぽよ丸」として博多華丸・大吉の漫才を、「花の女子高生トリオ」がPerfumeの「ポリリズム」の歌とダンスを、彼方茜香と蒼井さやが「ぽ鳥」として千鳥の漫才を完全コピーした。2015年12月16日放送の「アゲぽよ恒例演芸コーナー」で、彼方茜香と蒼井さやがオリジナルのネタを披露後「ぽ鳥」を解散し、「海原やすぽ ともぽ」として活動することを発表した。
リポート向上企画 熱血!上泉塾
上泉雄一（MBSアナウンサー）が教官となってアゲぽよガールズにリポートの仕方を指導する企画。
ぽよフェス
2015年5月6日に、番組5年目突入記念の音楽イベント「アゲぽよTV presents ぽよフェス♪春の音楽祭♪」を心斎橋Music Club JANISにて開催。初の有料イベントで、出演アーティストへの交渉はアゲぽよガールズが行い、当日来場者がいなければアゲぽよガールズが全員クビとなる条件が課せられたが、約150名の来場者が訪れ、クビは免れた。出演アーティストは平井大、けみお&アミーガチュ、當山みれい、椎名ぴかりん、やのあんな。2015年5月20日放送で、アゲぽよガールズ5・6期生による「君が好きだから」が放送され、その他の出演アーティストによるライブの模様は、同年5月27日放送から「ぽよフェスに出てくれてありがとう」のコーナーで毎週一組ずつ放送された（5月27日・平井大、6月3日・けみお&アミーガチュ、6月10日・椎名ぴかりん、6月17日・やのあんな、6月24日・當山みれい）。
アゲぽよチャレンジ企画 歩いて琵琶湖1周制覇
杉本舞と森口幸音が徒歩で琵琶湖1周(約240km)制覇を目指す。旅の資金として、1km歩くごとに1人100円ずつ支給され、資金内ですべてをやりくりしなければならない。ロケは日没までで中断し、特別ルールとして、「旅を続ける」か「次のメンバーを指名しやめる」か、どちらかの選択肢を選べることになっている。2015年11月11日放送で、蒼井と竹村から応援ラップソングの制作依頼を受けたGAKU-MCによって『アゲぽよFor You』が制作されたが、2015年12月16日放送で、ロケ2日目終了時に企画の打ち切りが二人に告げられた。
アゲぽよダイエット企画 ぽよザップ
中村葵・蒼井さや・繁田梨世が2ヶ月間ダイエットに挑む企画。2015年12月2日放送で各自が宣言した目標マイナス体重の減量に成功した場合、目標マイナス体重×5万円の賞金がご褒美として贈呈されるが、失敗した場合は番組を卒業しなければならない。また、チャレンジするダイエット方法は抽選で決定したものを実践する。しかし、番組の終了に伴い、企画打ち切りとなった。
| 氏名     | 目標マイナス体重 | ダイエット方法 |
| -------- | ---------------- | -------------- |
| 中村葵   | -5kg             | 腹筋1日100回   |
| 蒼井さや | -4.5kg           | 風船ダイエット |
| 繁田梨世 | -5kg             | ウォーキング   |

第1回アゲぽよジャンケン大会
アゲぽよガールズ同士でジャンケン対決を行い、勝てば残留、負ければ即卒業となる（3名での対決は、勝った1名または2名が残留）。全対決の終了後、末永プロデューサーからの「クリスマスプレゼント」として、卒業が決まったメンバー同士でジャンケン対決を行い、勝ち残った1名が残留メンバーに回れる「敗者復活」と、残留が決まったメンバー同士でさらにジャンケン対決を行う「ジャンケン大会延長戦」が書かれた紙を抽選箱に入れ、澤井が引き当て、敗者復活と延長戦が繰り返された。最後にアゲぽよガールズ唯一の残留メンバーとなった谷川と末永プロデューサーによるジャンケン対決が行われ、谷川が勝ったため、末永プロデューサーの卒業が決まった（なお、末永プロデューサーがアゲぽよガールズに勝って残留が決まった場合は、アゲぽよガールズ新メンバーの追加を示唆していた）。しかし末永プロデューサーの卒業によって番組終了が決まったため、最後に行われた企画となった。
| 回戦                                             | 対戦結果（勝者は太字）           |
| ------------------------------------------------ | -------------------------------- |
| 1回戦                                            | 彼方茜香 vs 森口幸音             |
| 1回戦                                            | 中村葵 vs 小日向萌               |
| 1回戦                                            | 澤井里依 vs 秋葉のぞみ           |
| 1回戦                                            | 阪口なつ vs 杉本舞               |
| 1回戦                                            | 蒼井さや vs 國嶋絢香             |
| 1回戦                                            | 納富有沙 vs 天野麻菜             |
| 1回戦                                            | SAKI vs SERI                     |
| 1回戦                                            | 繁田梨世 vs 竹村美緒             |
| 1回戦                                            | 佐藤夢 vs 谷川千晶 vs おぎのかな |
| 「ジャンケン大会延長戦」                         |                                  |
| 2回戦                                            | 中村葵 vs 天野麻菜               |
| 2回戦                                            | 蒼井さや vs 佐藤夢               |
| 2回戦                                            | 澤井里依 vs 竹村美緒             |
| 2回戦                                            | 彼方茜香 vs SAKI                 |
| 2回戦                                            | 谷川千晶 vs 杉本舞               |
| 「敗者復活」おぎのかな復活残留                   |                                  |
| 「ジャンケン大会延長戦」                         |                                  |
| （澤井と谷川が残留するまでの対戦は一部のみ放送） |                                  |
| ?回戦                                            | 澤井里依 vs 谷川千晶             |
| 最終戦                                           | 末永プロデューサー vs 谷川千晶   |

## スタッフ
- ナレーション：武川智美（毎日放送アナウンサー）、上田悦子（毎日放送アナウンサー、2011年9月7日・2013年8月7日）
- 構成：小林仁、根宜利彰
- リサーチ：中川抄子
- CAM：吉岡英知、置塩勝也、中橋伸豪、秋口英晃
- MIX：藤井昭、三吉秀樹、高橋諒、今井武史
- LD：本村毅
- 編集：住吉広司
- 音効：善治良博
- MA：中西祐之
- 美術：中西勇二
- タイトル：中原賢二
- CG：中俣敬太
- CGデザイン：渕野由美
- ホームページ：杉村健太、名倉涼
- SNS：荒木崇、ぽよ
- 撮影協力：北新地 Dining minimum Terrace、イグレックテアトル（兵庫県立芸術文化センター内、2011年5月11日・18日）
- 協力：テーク・ワン、MBS企画、自由本舗、音響企画、アルチザン
- 編成：長坂政成、山根淳綺
- AD：西田早耶香
- ディレクター：中本圭・渡辺智之・荻原康宏・長谷川司（ブリッジ）
- プロデューサー：末永久人、牛丸善弘（ブリッジ）
- 後見人：お魚博士
- 制作協力：ブリッジ
- 製作著作：毎日放送

### 過去のスタッフ
- AD：寺尾夢大
- 後見人（第1回はチーフプロデューサー）：佐藤昌弘

## テーマ曲
- オープニング曲
  - バナナラマ「第一級恋愛罪」
  - 2013年以降はオープニングタイトルが事実上廃止されたが、2014年12月17日放送で久しぶりにオープニングタイトルが放送された。
- エンディング曲

| 2011年 | 2011年             | 2011年                         |
| 月     | アーティスト名     | 曲名                           |
| ------ | ------------------ | ------------------------------ |
| 4月度  | 不明               | 不明                           |
| 5月度  | エイジアエンジニア | 「Runner」                     |
| 6月度  | HYNA               | 「TARATIKA」                   |
| 7月度  | 三浦サリー         | 「アイシテル feat.CLIFF EDGE」 |
| 8月度  | 菅原紗由理         | 「Forever...」                 |
| 9月度  | NO DOUBT FLASH     | 「BABY&BABY」                  |
| 10月度 | 信政誠             | 「会いたいな…」                |
| 11月度 | 柴田あゆみ         | 「believe」                    |
| 12月度 | まきちゃんぐ       | 「誰が為に鐘は鳴る」           |

| 2012年 | 2012年            | 2012年                                            |
| 月     | アーティスト名    | 曲名                                              |
| ------ | ----------------- | ------------------------------------------------- |
| 1月度  | SATOMI'           | 「Joy of Love〜happy ever after〜 feat.HISATOMI」 |
| 2月度  | アゲぽよガールズ  | 「君が好きだから」                                |
| 3月度  | なし              | なし                                              |
| 4月度  | MiChi             | 「TOKYO NIGHT」                                   |
| 5月度  | 押尾コータロー    | 「MOTHER」                                        |
| 6月度  | SEAMO             | 「君に1日1回「好き」と言う」                      |
| 7月度  | PuiPui HOME TOWNS | 「いつまでも変わらない」                          |
| 8月度  |                   | 「ぎゅうソウル」                                  |
| 9月度  | Cyntia            | 「The Endless World」                             |
| 10月度 | DEPAPEPE          | 「Memories feat. coba」                           |
| 11月度 | NMB48             | 「北川謙二」                                      |
| 12月度 | 泉沙世子          | 「スクランブル」                                  |

| 2013年 | 2013年             | 2013年               |
| 月     | アーティスト名     | 曲名                 |
| ------ | ------------------ | -------------------- |
| 1月度  | UNIST              | 「13月のソラノシタ」 |
| 2月度  | 7!!                | 「さよならメモリー」 |
| 3月度  | たむらぱん         | 「ふれる」           |
| 4月度  | Cyntia             | 「深愛エゴイズム」   |
| 5月度  | 森恵               | 「路上の鳥」         |
| 6月度  | ティーナ・カリーナ | 「あかん」           |
| 7月度  | 山崎あおい         | 「夏海」             |
| 8月度  | 山口リサ           | 「明日へと…」        |
| 9月度  | SING LIKE TALKING  | 「89番目の星座」     |
| 10月度 | アゲぽよ小町       | 「女の子宣言!」      |
| 11月度 | アゲぽよ小町       | 「女の子宣言!」      |
| 12月度 | アゲぽよ小町       | 「女の子Rock!」      |

| 2014年 | 2014年             | 2014年                   |
| 月     | アーティスト名     | 曲名                     |
| ------ | ------------------ | ------------------------ |
| 1月度  | ROYALcomfort       | 「君に好きと伝えよう」   |
| 2月度  | アゲぽよ小町       | 「女の子トラベル!」      |
| 3月度  | たこやきレインボー | 「なにわのはにわ」       |
| 4月度  | カルメラ           | 「SUNSET DRIVER」        |
| 5月度  | ツヅリ・ヅクリ     | 「ツバメ」               |
| 6月度  | Berryz工房         | 「愛はいつも君の中に」   |
| 7月度  | キマグレン         | 「最後の夏」             |
| 8月度  | BsGirls            | 「Diamond」              |
| 9月度  | DEPAPEPE           | 「Kiss」                 |
| 10月度 | ユビキタス         | 「パラレルワールド」     |
| 11月度 | Oreskaband         | 「Carry On!」            |
| 12月度 | はちきんガールズ   | 「偽りの天国はイラナイ」 |

| 2015年 | 2015年                 | 2015年                       |
| 月     | アーティスト名         | 曲名                         |
| ------ | ---------------------- | ---------------------------- |
| 1月度  | Diggy-MO'              | 「Lovin' Junk」              |
| 2月度  | Rake feat.中孝介       | 「風になって〜勇者的浪漫〜」 |
| 3月度  | Suzu                   | 「虹色color」                |
| 4月度  | ［Alexandros］         | 「ワタリドリ」               |
| 5月度  | 中山優馬               | 「YOLO moment」              |
| 6月度  | 岡野宏典               | 「南風」                     |
| 7月度  | 空想委員会             | 「不純の歌」                 |
| 8月度  | ジャニーズWEST         | 「バリ ハピ」                |
| 9月度  | NICO Touches the Walls | 「渦と渦」                   |
| 10月度 | 小園美樹               | 「恋のはじまり」             |
| 11月度 | 岡野宏典               | 「コトノハ」                 |
| 12月度 | なし                   | なし                         |